# Charlotte Christine von Braunschweig-Wolfenbüttel

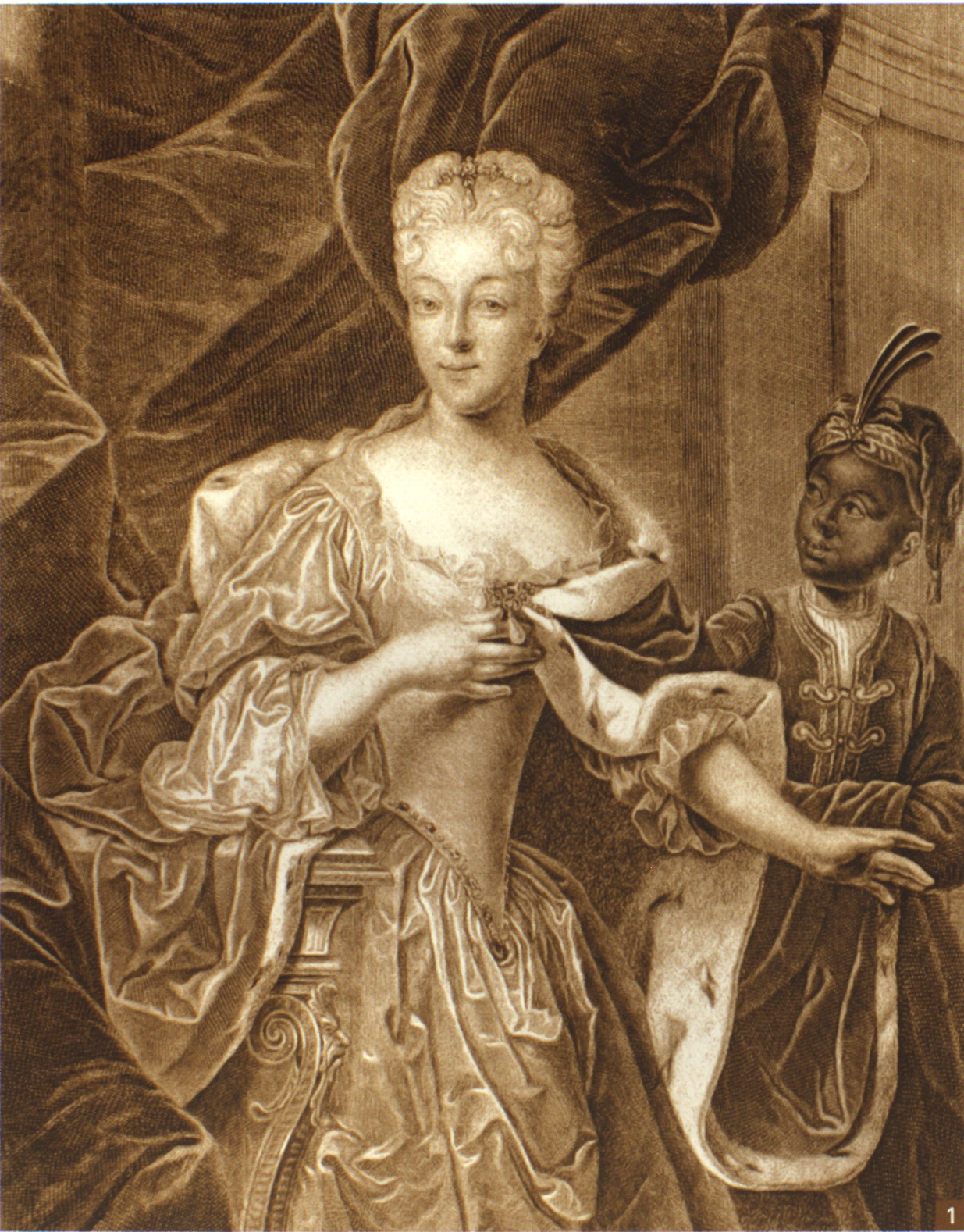
Charlotte Christine von Braunschweig-Wolfenbüttel

Charlotte Christine Sophie (* 28. August 1694 in Wolfenbüttel; † 22. Oktoberjul. / 2. November 1715greg. in Sankt Petersburg), Prinzessin von Braunschweig-Wolfenbüttel, Zarewna von Russland.

## Leben
Charlotte Christine war die dritte Tochter des Herzogs Ludwig Rudolf von Braunschweig-Wolfenbüttel und von dessen Gemahlin Christine Luise von Oettingen-Oettingen.
Im Dezember 1700 wurde Charlotte Christine von ihren Eltern an den Hof der sächsischen Kurfürstin und polnischen Titularkönigin Christiane Eberhardine zur Erziehung gegeben. Die folgenden Jahre lebte sie darum vorrangig an deren Hof in Torgau, Pretzsch sowie Dresden.
Im Jahr 1707 fasste der russische Zar Peter I. den Entschluss seinen Sohn Zarewitsch Alexei mit einer deutschen Prinzessin zu vermählen. Damit sollten die familiäre Verbindung der Romanows zum deutschen Hochadel verstärkt, dem Zarewitsch jedoch insbesondere die westeuropäische Kultur nähergebracht werden. Als Partnerin wurde Charlotte Christine auserkoren. Charlotte hatte anfangs erhebliche Bedenken dagegen, weil sie unter anderem zum orthodoxen Glauben konvertieren sollte.  Das erste Kennenlernen des Zarewitsch und Charlotte Christines fand 1710 im böhmischen Kurbad Schlackenwerth statt, das Charlotte Christine im Gefolge von Christiane Eberhardine besuchte. In der Folge kam der Zarewitsch auch nach Torgau. Durch dieses persönliche Kennenlernen gab Charlotte Christine ihren Widerstand gegen eine Verbindung auf.
Der Ehevertrag wurde von dem dänischen Gesandten J.Ch. von Urbich und dem braunschweigischen Geheimen Rat J.Ch. von Schleinitz ausgehandelt und am 19. April 1711 von Peter I. bestätigt.
Am 25. Oktober 1711 fand daraufhin die Eheschließung des jungen Paares in Christiane Eberhardines Residenz Schloss Hartenfels in Torgau statt. Diese übernahm dafür sämtliche Kosten; also auch die Aussteuer Charlotte Christines. Zur Feier waren die Eltern der Braut, ihr Großvater Herzog Anton Ulrich von Braunschweig-Wolfenbüttel und natürlich Zar Peter mit vielen russischen Fürstlichkeiten angereist. Die anschließenden Festlichkeiten dauerten vier Tage.
Nachfolgend lebte Charlotte Christine in Thorn und Elbing und litt unter den Misshelligkeiten ihres Hofstaates, weil Gelder ausblieben. Auch setzte gegen sie eine Intrige ein, in welcher sie eines Verhältnisses mit F.C. von Pöllnitz, dem Kammerherrn und Stallmeister ihres Gemahls, beschuldigt wurde. Dass ihre Eltern ihr Vorwürfe machten, veranlasste Charlotte Christine 1712 zu ihnen nach Wolfenbüttel zu reisen und sie von ihrer Unschuld zu überzeugen. Damit verärgerte sie den Zaren, mit dem sie sich aber aussöhnte, als dieser auf der Rückreise von Hannover in Wolfenbüttel Station machte. Bald darauf trat sie die Reise nach Russland an.
Das Zerwürfnis zwischen Alexej und seinem Vater Peter I., Charlotte Christines Weigerung den russisch-orthodoxen Glauben anzunehmen und Alexejs Trunksucht verschlechterte bald das Verhältnis zwischen den Eheleuten.
1714 gebar sie ihre Tochter Natalja († 1728), und starb Anfang November 1715, einige Tage nach der Geburt des späteren Zaren Peter II., an Kindbettfieber. Ihr Gemahl Alexei wurde später von Zar Peter wegen Verschwörung angeklagt, der seinen Sohn brutal foltern ließ, weil dieser nicht auf die Thronfolge verzichten wollte. Alexei verstarb an den Folgen der Folter.
Als erstes Mitglied des Zarenhauses wurde Charlotte Christine in der damals noch unvollendeten Peter- und Paul-Kathedrale in Sankt Petersburg beigesetzt.

## Literarisches Nachleben
50 Jahre nach ihrem Tod tauchten Gerüchte auf, Charlotte sei damals nicht gestorben, habe später als Frau eines französischen Offiziers in Amerika gelebt und ihren Lebensabend, finanziell unterstützt von ihrer Nichte Kaiserin Maria Theresia von Österreich, in Europa verbracht.
Dieses Schicksal wurde vom Schriftsteller Heinrich Zschokke in einer Novelle thematisiert. Die Schauspielerin und Schriftstellerin Charlotte Birch-Pfeiffer verarbeitete das Leben Charlotte Christines später in einem Opernlibretto, zu dem Herzog Ernst II. von Sachsen-Coburg und Gotha die Musik komponierte.

## Ahnentafel
| Ahnentafel Charlotte Christine von Braunschweig-Wolfenbüttel  | Ahnentafel Charlotte Christine von Braunschweig-Wolfenbüttel                                                                              | Ahnentafel Charlotte Christine von Braunschweig-Wolfenbüttel                                                                              | Ahnentafel Charlotte Christine von Braunschweig-Wolfenbüttel                                                                              | Ahnentafel Charlotte Christine von Braunschweig-Wolfenbüttel                                                                              | Ahnentafel Charlotte Christine von Braunschweig-Wolfenbüttel                                                           | Ahnentafel Charlotte Christine von Braunschweig-Wolfenbüttel                                                           | Ahnentafel Charlotte Christine von Braunschweig-Wolfenbüttel                                                           | Ahnentafel Charlotte Christine von Braunschweig-Wolfenbüttel                                                           |
| ------------------------------------------------------------- | --- | --- | --- | --- | --- | --- | --- | --- |
| Ururgroßeltern                                                | Herzog Heinrich (Braunschweig-Dannenberg) (1533–1598) ⚭ 1569 Ursula von Sachsen-Lauenburg (1552/53–1620)                                  | Fürst Rudolf (Anhalt-Zerbst) (1576–1621) ⚭ 1605 Dorothea Hedwig von Braunschweig-Wolfenbüttel (1587–1609)                                 | Herzog Johann (Schleswig-Holstein-Sonderburg) (1545–1622) ⚭ 1568 Elisabeth von Braunschweig-Grubenhagen (1550–1586)                       | Fürst Rudolf (Anhalt-Zerbst) (1576–1621) ⚭ 1605 Dorothea Hedwig von Braunschweig-Wolfenbüttel (1587–1609)                                 | Graf Ludwig Eberhard Graf zu Oettingen-Oettingen (1577–1634) ⚭ ? Margaretha von Erbach (1576–1635)                     | Graf Kraft VII. von Hohenlohe-Neuenstein (1582–1641) ⚭ 1615 Sophie von der Pfalz (1593–1676)                           | Herzog Johann Friedrich (Württemberg) (1582–1628) ⚭ 1609 Barbara Sophia von Brandenburg (1584–1636)                    | Graf Johann Kasimir von Salm-Kyrburg (1577–1651) ⚭ 1607 Dorothea zu Solms-Laubach (1579–1631)                          |
| Urgroßeltern                                                  | Fürst August II. (Braunschweig-Wolfenbüttel) (1579–1666) ⚭ 1623 Dorothea von Anhalt-Zerbst (1607–1634)                                    | Fürst August II. (Braunschweig-Wolfenbüttel) (1579–1666) ⚭ 1623 Dorothea von Anhalt-Zerbst (1607–1634)                                    | Herzog Friedrich von Schleswig-Holstein-Sonderburg-Norburg (1581–1658) ⚭ 1632 Eleonore von Anhalt-Zerbst (1608–1681)                      | Herzog Friedrich von Schleswig-Holstein-Sonderburg-Norburg (1581–1658) ⚭ 1632 Eleonore von Anhalt-Zerbst (1608–1681)                      | Graf Joachim Ernst von Oettingen-Oettingen (1612–1659) ⚭ 1638 Anna Dorothea von Hohenlohe-Neuenstein (1621–1643)       | Graf Joachim Ernst von Oettingen-Oettingen (1612–1659) ⚭ 1638 Anna Dorothea von Hohenlohe-Neuenstein (1621–1643)       | Herzog Eberhard III. von Württemberg (1614–1674) ⚭ 1637 Anna Katharina Dorothea von Salm-Kyrburg (1614–1655)           | Herzog Eberhard III. von Württemberg (1614–1674) ⚭ 1637 Anna Katharina Dorothea von Salm-Kyrburg (1614–1655)           |
| Großeltern                                                    | Fürst Anton Ulrich (Braunschweig-Wolfenbüttel) (1633–1714) ⚭ 1656 Elisabeth Juliane von Schleswig-Holstein-Sonderburg-Norburg (1634–1704) | Fürst Anton Ulrich (Braunschweig-Wolfenbüttel) (1633–1714) ⚭ 1656 Elisabeth Juliane von Schleswig-Holstein-Sonderburg-Norburg (1634–1704) | Fürst Anton Ulrich (Braunschweig-Wolfenbüttel) (1633–1714) ⚭ 1656 Elisabeth Juliane von Schleswig-Holstein-Sonderburg-Norburg (1634–1704) | Fürst Anton Ulrich (Braunschweig-Wolfenbüttel) (1633–1714) ⚭ 1656 Elisabeth Juliane von Schleswig-Holstein-Sonderburg-Norburg (1634–1704) | Fürst Albrecht Ernst I. (Oettingen-Oettingen) (1642–1683) ⚭ 1665 Christine Friederike von Württemberg (1644–1674)      | Fürst Albrecht Ernst I. (Oettingen-Oettingen) (1642–1683) ⚭ 1665 Christine Friederike von Württemberg (1644–1674)      | Fürst Albrecht Ernst I. (Oettingen-Oettingen) (1642–1683) ⚭ 1665 Christine Friederike von Württemberg (1644–1674)      | Fürst Albrecht Ernst I. (Oettingen-Oettingen) (1642–1683) ⚭ 1665 Christine Friederike von Württemberg (1644–1674)      |
| Eltern                                                        | Fürst Ludwig Rudolf (Braunschweig-Wolfenbüttel) (1671–1735) ⚭ 1690 Christine Luise von Oettingen-Oettingen (1671–1747)                    | Fürst Ludwig Rudolf (Braunschweig-Wolfenbüttel) (1671–1735) ⚭ 1690 Christine Luise von Oettingen-Oettingen (1671–1747)                    | Fürst Ludwig Rudolf (Braunschweig-Wolfenbüttel) (1671–1735) ⚭ 1690 Christine Luise von Oettingen-Oettingen (1671–1747)                    | Fürst Ludwig Rudolf (Braunschweig-Wolfenbüttel) (1671–1735) ⚭ 1690 Christine Luise von Oettingen-Oettingen (1671–1747)                    | Fürst Ludwig Rudolf (Braunschweig-Wolfenbüttel) (1671–1735) ⚭ 1690 Christine Luise von Oettingen-Oettingen (1671–1747) | Fürst Ludwig Rudolf (Braunschweig-Wolfenbüttel) (1671–1735) ⚭ 1690 Christine Luise von Oettingen-Oettingen (1671–1747) | Fürst Ludwig Rudolf (Braunschweig-Wolfenbüttel) (1671–1735) ⚭ 1690 Christine Luise von Oettingen-Oettingen (1671–1747) | Fürst Ludwig Rudolf (Braunschweig-Wolfenbüttel) (1671–1735) ⚭ 1690 Christine Luise von Oettingen-Oettingen (1671–1747) |
| Charlotte Christine von Braunschweig-Wolfenbüttel (1694–1715) | | | | | | | | |